# Amy-Cathérine de Bary
Amy-Cathérine de Bary (ur. 29 stycznia 1944) – szwajcarska jeźdźczyni sportowa. Srebrna medalistka olimpijska z Los Angeles.
Sukcesy odnosiła w dresażu. Zawody w 1984 były jej jedynymi igrzyskami i pod nieobecność sportowców z części tzw. Bloku Wschodniego została wicemistrzynią olimpijską w konkursie drużynowym. Startowała na koniu Aintree, a szwajcarską drużynę poza nią tworzyli Christine Stückelberger i Otto Hofer. Indywidualnie była dwudziesta siódma. W drużynie była medalistką mistrzostw Europy (srebro w 1981, brąz w 1979 i 1983).